# 3484 Neugebauer
3484 Neugebauer è un asteroide della fascia principale. Scoperto nel 1978, presenta un'orbita caratterizzata da un semiasse maggiore pari a 2,5898142 UA e da un'eccentricità di 0,1855931, inclinata di 15,34799° rispetto all'eclittica.